# Neostorena
Neostorena is een geslacht van spinnen uit de familie mierenjagers (Zodariidae).

## Soorten
Het geslacht kent de volgende soorten:
- Neostorena grayi Jocqué, 1991
- Neostorena minor Jocqué, 1991
- Neostorena spirafera (L. Koch, 1872)
- Neostorena torosa (Simon, 1908)
- Neostorena venatoria Rainbow, 1914
- Neostorena victoria Jocqué, 1991
- Neostorena vituperata Jocqué, 1995